# Set-top box

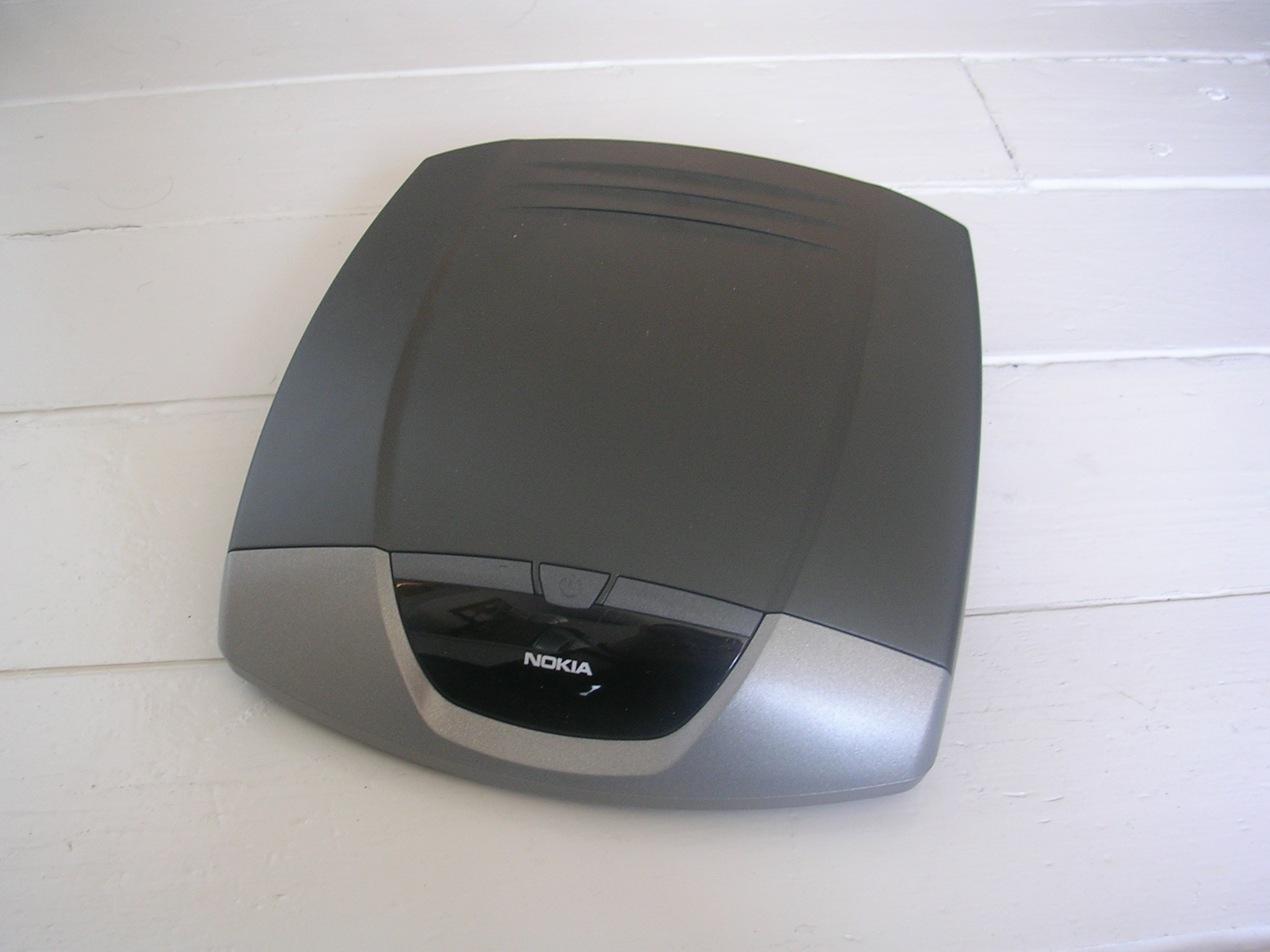
Set-top box vyrobený společností Nokia

Set-top box (běžně zkracován na STB) je zařízení sloužící k převodu digitálního televizního signálu na signál, který jsou schopny zpracovat televize bez digitálního tuneru, tedy signál analogový. Přístroj je zapojený mezi televizí a anténou (většinou anténní přípojkou). Set-top box obsahuje většinou jen jeden vlastní digitální tuner, volba programů se proto provádí přímo na něm, nejčastěji dálkovým ovladačem.

## Typy set-top boxů
Set-top boxy se rozlišují podle typu televizního signálu, na který jsou určeny, existují tedy pozemní (v Evropě DVB-T a DVB-T2), kabelové (v Evropě DVB-C), satelitní (v Evropě DVB-S) i internetové (IPTV). Je možné se setkat i s jejich kombinacemi, s jedním přístrojem je pak možné přijímat např. pozemní i satelitní vysílání. Digitální tunery DVB-T se objevují i v mobilních telefonech.

## Vybavení set-top boxu

### Tuner
Tuner slouží ke zpracování přijatého signálu a jeho následné dekódování umožní zobrazení získaného obrazu a zvuku nějakým dalším způsobem. Druhý tuner v přístroji umožňuje nahrávat jiný pořad, než který je právě sledován, na pevný disk, video či DVD rekordér.

### Konektory
Základním konektorem je konektor anténní, kterým STB přijímá televizní signál. Cinch konektory nebo SCART konektor umožní připojit STB k novějším typům televizí pomocí kompozitního signálu. HDMI výstup umožňuje připojení k LCD a plazmovým televizím. Rozhraní RS-232 (sériový port), kterým může být STB vybaven, slouží k propojení STB s počítačem k upgradu firmwaru set-top boxu.

### Modulátor
Pokud je STB vybaven VF modulátorem, má klasický anténní konektor a převádí signál do analogové televizní formy a lze jej připojit i k velmi starým televizorům.
Většina STB ale má anténní výstup jen jako průchozí smyčku (RF LOOP THROUGH) bez modulátoru, neboli pokračování vstupního signálu beze změny do dalšího zařízení, například pro ještě fungující analogový příjem.

### Pevný disk
Pevný disk v přístroji umožňuje vysílané pořady uložit a sledovat je později.

### Dekodér
Dražší typy STB jsou většinou vybaveny slotem pro vložení dekódovací karty umožňující příjem kódovaných programů.

### EPG
Téměř všechny STB jsou vybaveny funkcí EPG, která přináší informace jak o právě vysílaných pořadech tak o programu vysílání zpravidla až na týden dopředu.